# Jay-Walk (アルバム)
『Jay-Walk』（ジェイ・ウォーク）はJ-WALK1枚目のアルバム。1981年6月1日BOURBON RECORDSから、シングル「ジャスト・ビコーズ」と同時発売された。
公式ホームページでは、タイトルが『JAYWALK』と変更されている。

## 概要
J-WALK結成から9ヶ月で発売されたメジャー・デビュー・アルバム。全曲、タイトルが「J」から始まっている。

## 収録曲
（全編曲：J-WALK）
1. JOE (ジョー)
作詞：YABU、作曲：田切純一
2. JOLLY NIGHT IS GONE… (J・ナイト)
作詞：水甫杜司、作曲：知久光康
3. JIGSAW AFTERNOON (ジグソー・アフタヌーン)
作詞：海里歳、作曲：知久光康
1枚目のシングル「ジャスト・ビコーズ」のB面。
4. JUST BECAUSE (ジャスト・ビコーズ)
作詞：YABU、作曲：杉田裕
1枚目のシングル。
5. JERK TOWN (俺のジャーク・タウン)
作詞：YABU、作曲：杉田裕
6. JAY WALKER II (J・ウォーカーII)
作詞：水甫杜司、作曲：長島進
7. J JACK JOKER (J・ジャック・ジョーカー)
作詞：YABU、作曲：長島進
8. JET PLANE (霧のジェット・プレーン)
作詞：海里歳、作曲：中村耕一
9. JAY WALKER I (J・ウォーカーI)
作詞：YABU、作曲：田切純一
10. JOURNEY FROM THERE (ひとりぼっちのジャーニー)
作詞・作曲：近藤敬三